# Yu Shumei
Yu Shumei (chiń. 于淑梅; ur. 20 października 1977 w Dalian) – chińska biathlonistka, srebrna medalistka mistrzostw świata.

## Kariera
W zawodach Pucharu Świata zadebiutowała 7 marca 1996 roku w Pokljuce, zajmując 24. miejsce w biegu indywidualnym. Tym samym już w debiucie zdobyła pierwsze punkty. Pierwszy raz na podium zawodów pucharowych stanęła dwa dni później w tej samej miejscowości, kończąc rywalizację w sprincie na trzeciej pozycji. Wyprzedziły ją tam jedynie dwie Niemki: Petra Behle i Uschi Disl. W kolejnych startach jeszcze cztery razy stawała na podium zawodów tego cyklu: 16 marca 1996 roku w Hochfilzen była druga w sprincie, 5 grudnia 1996 roku w Östersund była druga w biegu indywidualnym, 22 lutego 2000 roku w Oslo powtórzyła ten wynik, a 18 marca 2001 roku w Oslo zwyciężyła w biegu masowym. Najlepsze wyniki osiągnęła w sezonie 1996/1997, kiedy zajęła 13. miejsce w klasyfikacji generalnej.
Największy sukces osiągnęła podczas mistrzostw świata w Oslo/Lahti w 2000 roku. Zajęła tam drugie miejsce w biegu indywidualnym, rozdzielając na podium Francuzkę Corinne Niogret i Magdalenę Forsberg ze Szwecji. Była też między innymi dziesiąta w biegu pościgowym na tej samej imprezie oraz dziesiąta w sztafecie na mistrzostwach świata w Pokljuce rok później. W 1996 roku zdobyła złoty medal w sprincie podczas letnich mistrzostw świata w Hochfilzen. Ponadto wielokrotnie zdobywała medale igrzysk azjatyckich, w tym złote w sztafecie na IA w Harbinie (1996) i IA w Aomori (2003) oraz sprincie i biegu indywidualnym na IA w Gangwon (1999).
W 1998 roku wystartowała na igrzyskach olimpijskich w Nagano, zajmując dziewiąte miejsce w biegu indywidualnym, piąte w sprincie i siódme w sztafecie. Brała też udział w igrzyskach olimpijskich w Salt Lake City cztery lata później, plasując się na 46. pozycji w biegu indywidualnym, 20. w sprincie, 44. w biegu pościgowym i 13. w sztafecie.

## Osiągnięcia

### Igrzyska olimpijskie
| Rok  | Miejscowość    | Konkurencje | Konkurencje | Konkurencje | Konkurencje | Konkurencje | Konkurencje | Konkurencje |
| Rok  | Miejscowość    | IN          | SP          | PU          | MS          | RL          | MR          | SR          |
| ---- | -------------- | ----------- | ----------- | ----------- | ----------- | ----------- | ----------- | ----------- |
| 1998 | Nagano         | 9.          | 5.          | nd.         | nd.         | 7.          | nd.         | –           |
| 2002 | Salt Lake City | 46.         | 20.         | 44.         | nd.         | 13.         | nd.         | –           |

### Mistrzostwa świata
| Rok  | Miejscowość | Konkurencje | Konkurencje | Konkurencje | Konkurencje | Konkurencje | Konkurencje | Konkurencje |
| Rok  | Miejscowość | IN          | SP          | PU          | MS          | RL          | MR          | SR          |
| ---- | ----------- | ----------- | ----------- | ----------- | ----------- | ----------- | ----------- | ----------- |
| 1997 | Osrblie     | 56.         | 50.         | –           | nd.         | 13.         | nd.         | –           |
| 2000 | Oslo        | 2.          | 22.         | 10.         | 17.         | 10.         | nd.         | –           |
| 2001 | Pokljuka    | 17.         | 34.         | 34.         | 17.         | 10.         | nd.         | –           |

### Puchar Świata

#### Miejsca w klasyfikacji generalnej
| Sezon     | Miejsce |
| --------- | ------- |
| 1995/1996 | 32.     |
| 1996/1997 | 13.     |
| 1997/1998 | 21.     |
| 1998/1999 | 37.     |
| 1999/2000 | 25.     |
| 2000/2001 | 16.     |
| 2001/2002 | 36.     |
| 2009/2010 | -       |

#### Miejsca na podium w zawodach chronologicznie
| Lp. | Dzień     | Rok  | Miejscowość | Konkurencja                | Lokata | Pudła   | Czas biegu | Strata  | Zwycięzca       |
| --- | --------- | ---- | ----------- | -------------------------- | ------ | ------- | ---------- | ------- | --------------- |
| 1.  | 9 marca   | 1996 | Pokljuka    | Sprint na 7,5 km           | 3.     | 0+0     | 24:51,7    | +31,3   | Petra Behle     |
| 2.  | 16 marca  | 1996 | Hochfilzen  | Sprint na 7,5 km           | 2.     | 0+0     | 25:05,1    | +50,7   | Soňa Mihoková   |
| 3.  | 5 grudnia | 1996 | Östersund   | Bieg indywidualny na 15 km | 2.     |         | 0+1+0+1    | 46:08,1 | +1:17,3         |
| 4.  | 22 lutego | 2000 | Oslo        | Bieg indywidualny na 15 km | 2.     | 0+0+0+0 | 45:30,9    | +53,3   | Corinne Niogret |
| 5.  | 18 marca  | 2001 | Oslo        | Bieg masowy na 12,5 km     | 1.     | 1+0+0+0 | 36:46,7    | –       | –               |